# Heteronyx agricola
Heteronyx agricola är en skalbaggsart som beskrevs av Blackburn 1910. Heteronyx agricola ingår i släktet Heteronyx och familjen Melolonthidae. Inga underarter finns listade i Catalogue of Life.